# Вајт Оук (Северна Каролина)
Вајт Оук (енгл. White Oak) насељено је место без административног статуса у америчкој савезној држави Северна Каролина.

## Демографија
По попису из 2010. године број становника је 338, што је 34 (11,2%) становника више него 2000. године.
| Група             | 2000.       | 2010.       |
| Белци             | 176 (57,9%) | 194 (57,4%) |
| Афроамериканци    | 105 (34,5%) | 107 (31,7%) |
| Азијати           | 0 (0,0%)    | 0 (0,0%)    |
| Хиспаноамериканци | 17 (5,6%)   | 36 (10,7%)  |
| Укупно            | 304         | 338         |